# پاناسونیک لومیکس دیام‌سی-اف‌زد۵
پاناسونیک لومیکس دیام‌سی-اف‌زد۵ (به انگلیسی: Panasonic Lumix DMC-FZ5) یک دوربین عکاسی ساخت شرکت پاناسونیک است.